# نفریت
سیلیکات (به انگلیسی: Nephrite) با فرمول شیمیایی  از مجموعه کانی هاست و سفید نامحلول در اسیدها متغیر برای اولین بار در ۵ کشف شد و از نظر شکل بلور: دگرگونی مجاورتی، رنگ: منشوری - طویل - سوزنی - موئینه، شکستگی: شیشه ای، جلا: کامل- مطابق با سطح، رخ: سیلیکات، سیستم تبلور: نفریت و در رده‌بندی مونوکلینیک است همچنین خاصیت مغناطیسی ندارد و نیمه شفاف است.
کاربرد آن: زلاندنو، از نظر ژیزمان بلوری - رشته‌ای - شعاعی - دانه‌ای کمیاب است و بیشتر در آلمان غربی، URSS، ایتالیا، زلاندنو، تایوان، جنوب چین، کلمبیا، کانادا و استرالیا یافت می‌شود.